# Parque nacional de Van Mijenfjorden
El Parque nacional de Van Mijenfjorden se establece el 18 de junio de 2021 en el archipiélago de Svalbard. Absorbe el Parque nacional de Nordenskiöld Land, que tenía 1362 km² y lo amplía hasta los 2914 km². Se encuentra en la costa oeste de la isla de Spitsbergen, en el fiordo de Van Mijen, el tercero más largo de las islas, con 83 km de longitud, al norte del Parque nacional Sør-Spitsbergen. Incluye la parte norte del fiordo de Van Keulenfjorden, que se encuentra al sur del de Mijenfjorden y cuya parte meridional pertenece ya al Parque de Sør-Spitsbergen.

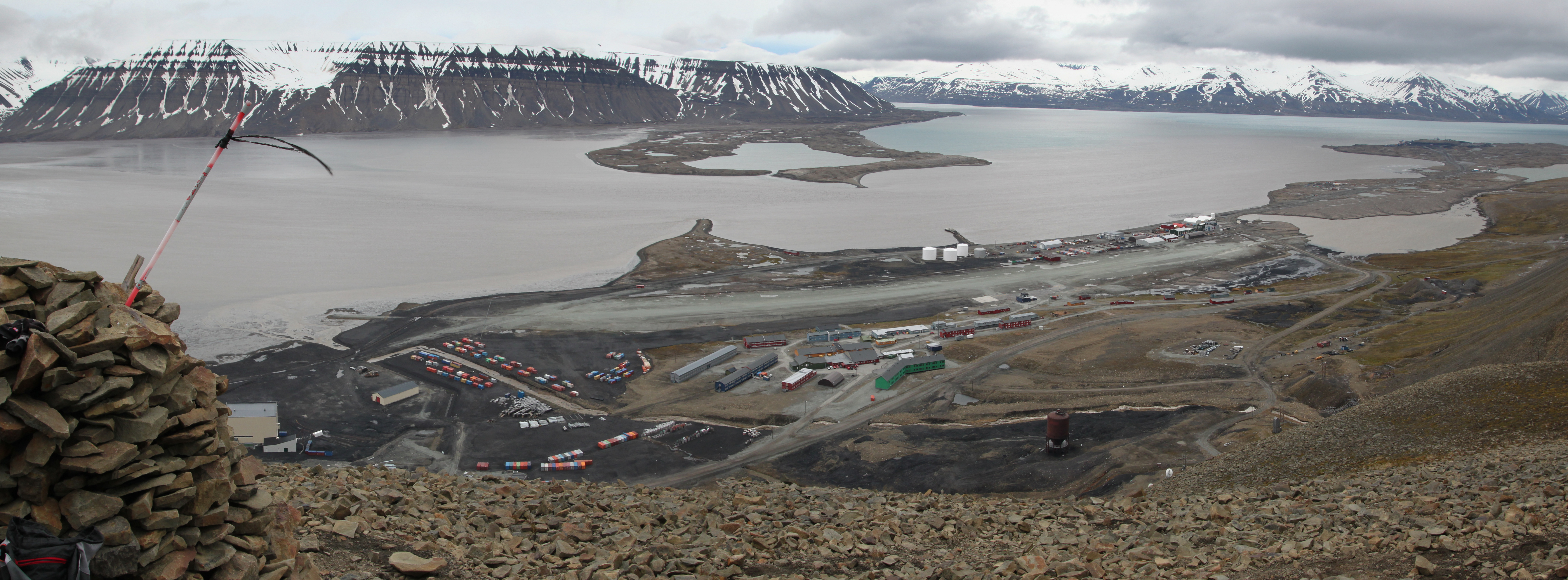
Pueblo minero carbonífero de Svea, en el interior del parque, pero excluido mientras se realiza su limpieza.

## Características
La zona incluye tres santuarios de aves, Midterhuken, Eholmen y Mariaholmen, a los que está prohibido acercarse entre el 15 de mayo y el 15 de agosto. A partir del 1 de marzo está restringido el tráfico motorizado en el parque, incluidas las motos de nieve. El área central del antiguo asentamiento minero de Sveagruva, al fondo del fiordo, está excluida del parque nacional. Aquí, los extensos trabajos de limpieza continuarán hasta que se elimine la mayor parte del asentamiento. La mina de carbón se abrió en 2001 y produjo 4 millones de toneladas de carbón anuales, hasta que se cerró en 2017 por cuestiones económicas y definitivamente en marzo de 2020.